# Mô men quán tính

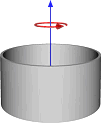
Mô men quán tính của trụ rỗng

Moment quán tính là một đại lượng vật lý (với đơn vị đo trong SI là kilogram-met vuông kg.m²) đặc trưng cho mức quán tính của các vật thể trong chuyển động quay, tương tự như khối lượng trong chuyển động thẳng.
Với một khối lượng m có kích thước nhỏ so với khoảng cách r tới trục quay, moment quán tính được tính bằng:
{\displaystyle I=mr^{2}}
Với hệ nhiều khối lượng có kích thước nhỏ, mô men quán tính của hệ bằng tổng của moment quán tính từng khối lượng:
{\displaystyle I=\sum _{i}m_{i}r_{i}^{2}}
Với vật thể rắn đặc, chứa các phần tử khối lượng gần như liên tục về khoảng cách, phép tổng được thay bằng tích phân toàn bộ thể tích vật thể:
{\displaystyle I=\int r^{2}\,dm\,\!}
Với dm là phần tử khối lượng trong vật và r là khoảng cách từ dm đến tâm quay. Nếu khối lượng riêng của vật là ρ thì:
{\displaystyle dm=\rho dV}
Với dV là phần tử thể tích.
Mô men quán tính này còn gọi là mô men quán tính khối lượng (the mass moment of inertia).
Cần phân biệt với mô men quán tính chính trung tâm hay  moment quán tính của tiết diện (the area moment of inertia or the second moment of area) đơn vị đo trong  SI là  m4  (độ dài 4) đặc trưng cho sức kháng uốn của một tiết diện theo một trục xác định, áp dụng cho kết cấu thanh, cột..v..v.. Vì các kỹ sư thường hay nói tắt là mô men quán tính mà không nói cụ thể là mô men quán tính khối lượng hay là moment quán tính theo hình dạng tiết diện.
Mô men quán tính  của tiết diện đối với trục y là {\displaystyle I_{x}},được tính như sau:
{\displaystyle I_{x}=\int \int _{A}y^{2}\,dxdy\,\!}
Mô men quán tính  của tiết diện với trục x là {\displaystyle I_{y}}  như sau:
{\displaystyle I_{y}=\int \int _{A}x^{2}\,dydx\,\!}
Tính chất: Mô men quán tính  của một hình phức tạp bằng tổng mô men quán tính của của từng hình đơn giản.
Mô men quán tính của tiết diện đối với trục chính trung tâm được gọi là mô men quán tính chính trung tâm của mặt cắt.

## Một số công thức
Với một số vật thể có dạng hình học đơn giản, mô men quán tính (mô men quán tính về khối lượng) được tính như sau:
- Với vành tròn đồng chất, bán kính r, khối lượng m, trục quay qua tâm và vuông góc với mặt phẳng chứa vành tròn:

{\displaystyle I=mr^{2}}
- Với đĩa tròn đồng chất, bán kính r, khối lượng m, trục quay qua tâm và vuông góc với mặt phẳng chứa đĩa tròn:

{\displaystyle I={\frac {1}{2}}mr^{2}}
- Với thanh thẳng đồng chất, chiều dài l, khối lượng m, trục quay ở 1 đầu thanh:

{\displaystyle I={\frac {ml^{2}}{3}}}
- Với thanh thẳng đồng chất, chiều dài l, khối lượng m, trục quay ở chính giữa thanh:

{\displaystyle I={\frac {ml^{2}}{12}}}
- Với hình cầu đồng chất, bán kính R, khối lượng m:

{\displaystyle I={\frac {2}{5}}mR^{2}}
- Với mặt cầu đồng chất, bán kính R, khối lượng m:

{\displaystyle I={\frac {2}{3}}mR^{2}}

## Công thức dời trục
Xem chi tiết tại định lý trục quay song song
Các công thức trên được áp dụng khi trục đi qua tâm của vật thể. Trong thực tế, nhiều khi ta cần tính mô men quán tính qua một trục khác không đi qua tâm, nhưng song song với trục ban đầu (trục quay đi qua tâm của vật thể). Khi đó có thể áp dụng định lý dời trục (Steiner - Huygens):
{\displaystyle I_{1}=I_{0}+md^{2}}
trong đó:
- {\displaystyle I_{1}} là moment quán tính đối với trục mới
- {\displaystyle I_{0}} là moment quán tính đối với trục ban đầu (trục quay đi qua tâm của vật thể)
- {\displaystyle m} là khối lượng của vật
- {\displaystyle d} là khoảng cách giữa hai trục

## Liên hệ với mô men động lượng
Giống như động lượng bằng khối lượng nhân với vận tốc, trong chuyển động quay, mô men động lượng, {\displaystyle L} bằng mô men quán tính, {\displaystyle I}, nhân với vận tốc góc, {\displaystyle \omega }
{\displaystyle L=I\times \omega }